# Владивосток
Владивосток (рус. Владивосто́к) је град у Русији , административни центар Приморске Покрајине и највећи град регије Далекоисточни федерални округ (највећа од 7 регија у Русији). Близу је руске границе са Кином и Северном Корејом. То је највећа руска лука на Тихом океану и центар Пацифичке флоте Руске ратне морнарице. Према попису становништва из 2010. у граду је живело 592.069 становника.

## Историја
Територија данашњег Владивостока је била део древних корејских краљевина, Монголског и Кинеског царства. Руски морнари истражили су ово подручје 1850. године. Русија је добила овај регион Уговором из Ајгуна 1858. У то време ту су постојала кинеска и манџурска рибарска села. Велики губернатор Николај Муравјов-Амурски је 1859. основао поморску тврђаву и назвао је Владивосток. Године 1871. отворена је телеграфска линија до Шангаја и Нагасакија, а исте године је овде премештена трговачка лука из Николајевска на Амуру. Владивосток је добио статус града 22. априла 1880. Године 1888. Владивосток постаје административни центар Приморске области.
Град је добио на значају завршетком Трансибирске железнице 1905. која је повезала руски Далеки исток са Москвом и Европом. Стране силе су искрцале своје снаге у Владивостоку за време бољшевичке револуције у Русији, интервенишући на страни белоармејаца. Црвеноармејци су заузели град 25. октобра 1922, што је означило крај Руског грађанског рата.
Као главна поморска база Совјетске пацифичке флоте, град је у оба СССР био затворен за странце. Ово ограничење је уклоњено 1992. Данас је жив и атрактиван град са импресивном луком. У Владивостоку ће се 2012. одржати 24. самит АПЕК. Због овог догађаја у току су велики радови на инфраструктури града.

### Значајне године у историји града
- Залив Златни рог 1860. године насељава посада руског брода „Манџур“.
- Од 1871. главна база Сибирске ратне морнарице је из града Николајевск на Амуру премјештена у Владивосток.
- 1897. године добија жељезничку везу са градом Хабаровском, а 1903. директну линију са Москвом.
- За вријеме грађанског рата (1920—1922) Владивосток је био центар Републике Далеки исток.

## Географија
Географске координате: 131 степен, 54 минута и. г. д. и 43 степена, 7 минута с. г. ш. (на истој ширини се налазе Алма Ата, Ница, Фиренца, Њујорк, Чикаго...)
Смјештен је на јужном дијелу полуострва Муравјов-Амурски које је дугачко око 30 km и широко (у просјеку) 12 km. Излази на залив Златни рог, обалом одвојен од дубоког океана и заштићен од ветра. Највиши врх града је брдо „Орлово гнијездо“ са надморском висином 214 m.
Средња годишња температура је +4,8 °C, јануарска -13,2 °C, а августовска +20,6 °C. Средња годишња количина падавина је 799 mm.
| Клима Владивостока (1991–2020 нормале, екстреми 1872–садашњост) | Клима Владивостока (1991–2020 нормале, екстреми 1872–садашњост) | Клима Владивостока (1991–2020 нормале, екстреми 1872–садашњост) | Клима Владивостока (1991–2020 нормале, екстреми 1872–садашњост) | Клима Владивостока (1991–2020 нормале, екстреми 1872–садашњост) | Клима Владивостока (1991–2020 нормале, екстреми 1872–садашњост) | Клима Владивостока (1991–2020 нормале, екстреми 1872–садашњост) | Клима Владивостока (1991–2020 нормале, екстреми 1872–садашњост) | Клима Владивостока (1991–2020 нормале, екстреми 1872–садашњост) | Клима Владивостока (1991–2020 нормале, екстреми 1872–садашњост) | Клима Владивостока (1991–2020 нормале, екстреми 1872–садашњост) | Клима Владивостока (1991–2020 нормале, екстреми 1872–садашњост) | Клима Владивостока (1991–2020 нормале, екстреми 1872–садашњост) | Клима Владивостока (1991–2020 нормале, екстреми 1872–садашњост) |
| Показатељ \ Месец                                               | .Јан.                                                           | .Феб.                                                           | .Мар.                                                           | .Апр.                                                           | .Мај.                                                           | .Јун.                                                           | .Јул.                                                           | .Авг.                                                           | .Сеп.                                                           | .Окт.                                                           | .Нов.                                                           | .Дец.                                                           | .Год.                                                           |
| --------------------------------------------------------------- | --------------------------------------------------------------- | --------------------------------------------------------------- | --------------------------------------------------------------- | --------------------------------------------------------------- | --------------------------------------------------------------- | --------------------------------------------------------------- | --------------------------------------------------------------- | --------------------------------------------------------------- | --------------------------------------------------------------- | --------------------------------------------------------------- | --------------------------------------------------------------- | --------------------------------------------------------------- | --------------------------------------------------------------- |
| Апсолутни максимум, °C (°F)                                     | 5,0 (41)                                                        | 9,9 (49,8)                                                      | 19,4 (66,9)                                                     | 27,7 (81,9)                                                     | 29,5 (85,1)                                                     | 31,8 (89,2)                                                     | 33,6 (92,5)                                                     | 32,6 (90,7)                                                     | 30,0 (86)                                                       | 23,7 (74,7)                                                     | 17,5 (63,5)                                                     | 9,4 (48,9)                                                      | 33,6 (92,5)                                                     |
| Средњи максимум, °C (°F)                                        | −0,1 (31,8)                                                     | 3,5 (38,3)                                                      | 10,4 (50,7)                                                     | 19,5 (67,1)                                                     | 23,6 (74,5)                                                     | 26,5 (79,7)                                                     | 28,4 (83,1)                                                     | 28,7 (83,7)                                                     | 25,5 (77,9)                                                     | 19,6 (67,3)                                                     | 13,0 (55,4)                                                     | 3,5 (38,3)                                                      | 29,8 (85,6)                                                     |
| Максимум, °C (°F)                                               | −7,8 (18)                                                       | −3,8 (25,2)                                                     | 2,7 (36,9)                                                      | 10,1 (50,2)                                                     | 14,9 (58,8)                                                     | 17,9 (64,2)                                                     | 21,6 (70,9)                                                     | 23,3 (73,9)                                                     | 20,1 (68,2)                                                     | 13,2 (55,8)                                                     | 3,3 (37,9)                                                      | −5,4 (22,3)                                                     | 9,2 (48,6)                                                      |
| Просек, °C (°F)                                                 | −11,9 (10,6)                                                    | −8,1 (17,4)                                                     | −1,5 (29,3)                                                     | 5,3 (41,5)                                                      | 10,0 (50)                                                       | 13,8 (56,8)                                                     | 18,1 (64,6)                                                     | 20,0 (68)                                                       | 16,3 (61,3)                                                     | 9,2 (48,6)                                                      | −0,7 (30,7)                                                     | −9,2 (15,4)                                                     | 5,1 (41,2)                                                      |
| Минимум, °C (°F)                                                | −15,0 (5)                                                       | −11,3 (11,7)                                                    | −4,5 (23,9)                                                     | 2,1 (35,8)                                                      | 7,0 (44,6)                                                      | 11,3 (52,3)                                                     | 16,1 (61)                                                       | 17,9 (64,2)                                                     | 13,5 (56,3)                                                     | 6,2 (43,2)                                                      | −3,5 (25,7)                                                     | −12,0 (10,4)                                                    | 2,3 (36,1)                                                      |
| Средњи минимум, °C (°F)                                         | −22,5 (−8,5)                                                    | −19,3 (−2,7)                                                    | −12,4 (9,7)                                                     | −2,9 (26,8)                                                     | 2,5 (36,5)                                                      | 7,5 (45,5)                                                      | 12,3 (54,1)                                                     | 13,8 (56,8)                                                     | 7,3 (45,1)                                                      | −2,5 (27,5)                                                     | −14,1 (6,6)                                                     | −20,7 (−5,3)                                                    | −23,3 (−9,9)                                                    |
| Апсолутни минимум, °C (°F)                                      | −31,4 (−24,5)                                                   | −28,9 (−20)                                                     | −21,3 (−6,3)                                                    | −7,8 (18)                                                       | −0,8 (30,6)                                                     | 3,7 (38,7)                                                      | 8,7 (47,7)                                                      | 10,1 (50,2)                                                     | 1,3 (34,3)                                                      | −9,7 (14,5)                                                     | −20,0 (−4)                                                      | −28,1 (−18,6)                                                   | −31,4 (−24,5)                                                   |
| Количина падавина, mm (in)                                      | 12 (0,47)                                                       | 16 (0,63)                                                       | 27 (1,06)                                                       | 43 (1,69)                                                       | 97 (3,82)                                                       | 105 (4,13)                                                      | 159 (6,26)                                                      | 176 (6,93)                                                      | 103 (4,06)                                                      | 67 (2,64)                                                       | 36 (1,42)                                                       | 19 (0,75)                                                       | 860 (33,86)                                                     |
| Дани са кишом                                                   | 0,3                                                             | 0,3                                                             | 4                                                               | 13                                                              | 20                                                              | 22                                                              | 22                                                              | 19                                                              | 14                                                              | 12                                                              | 5                                                               | 1                                                               | 133                                                             |
| Дани са снегом                                                  | 7                                                               | 8                                                               | 11                                                              | 4                                                               | 0,3                                                             | 0                                                               | 0                                                               | 0                                                               | 0                                                               | 1                                                               | 7                                                               | 9                                                               | 47                                                              |
| Релативна влажност, %                                           | 58                                                              | 57                                                              | 60                                                              | 67                                                              | 76                                                              | 87                                                              | 92                                                              | 87                                                              | 77                                                              | 65                                                              | 60                                                              | 60                                                              | 71                                                              |
| Сунчани сати — месечни просек                                   | 178                                                             | 184                                                             | 216                                                             | 192                                                             | 199                                                             | 130                                                             | 122                                                             | 149                                                             | 197                                                             | 205                                                             | 168                                                             | 156                                                             | 2.096                                                           |
| Извор #1: Погода и Климат                                       |                                                                 |                                                                 |                                                                 |                                                                 |                                                                 |                                                                 |                                                                 |                                                                 |                                                                 |                                                                 |                                                                 |                                                                 |                                                                 |
| Извор #2: NOAA (sun, 1961–1990) Infoclimat                      |                                                                 |                                                                 |                                                                 |                                                                 |                                                                 |                                                                 |                                                                 |                                                                 |                                                                 |                                                                 |                                                                 |                                                                 |                                                                 |

| Sea temperature data for Vladivostok | Sea temperature data for Vladivostok | Sea temperature data for Vladivostok | Sea temperature data for Vladivostok | Sea temperature data for Vladivostok | Sea temperature data for Vladivostok | Sea temperature data for Vladivostok | Sea temperature data for Vladivostok | Sea temperature data for Vladivostok | Sea temperature data for Vladivostok | Sea temperature data for Vladivostok | Sea temperature data for Vladivostok | Sea temperature data for Vladivostok | Sea temperature data for Vladivostok |
| Месец                                | Јан                                  | Феб                                  | Мар                                  | Апр                                  | Мај                                  | Јун                                  | Јул                                  | Авг                                  | Сеп                                  | Окт                                  | Нов                                  | Дец                                  | Година                               |
| ------------------------------------ | ------------------------------------ | ------------------------------------ | ------------------------------------ | ------------------------------------ | ------------------------------------ | ------------------------------------ | ------------------------------------ | ------------------------------------ | ------------------------------------ | ------------------------------------ | ------------------------------------ | ------------------------------------ | ------------------------------------ |
| Просечна температура мора °C (°F)    | -1,2 (29,8)                          | -1,6 (29,1)                          | -0,9 (30,4)                          | 2,6 (36,7)                           | 8,8 (47,8)                           | 14,2 (57,6)                          | 19,4 (66,9)                          | 22,4 (72,3)                          | 19,4 (66,9)                          | 13,7 (56,7)                          | 6,2 (43,2)                           | 0,7 (33,3)                           | 8,64 (47,6)                          |
| Извор:                               |                                      |                                      |                                      |                                      |                                      |                                      |                                      |                                      |                                      |                                      |                                      |                                      |                                      |

Транссибирском жељезницом Владивосток је од Москве удаљен 9.302 km.
Ваздушном линијом од Сеула га дијели 750 km, Токија 1.050 km, Сан Франциска 8.400 km...

## Становништво
Према прелиминарним подацима са пописа, у граду је 2010. живело 592.069 становника, 2.632 (0,44%) мање него 2002. Популација града је 2017. године била 606.589.
| 1939.   | 1959.   | 1970.   | 1979.   | 1989.   | 2002.   | 2010.   |
| ------- | ------- | ------- | ------- | ------- | ------- | ------- |
| 206.432 | 290.608 | 440.889 | 549.789 | 633.838 | 594.701 | 592.069 |

## Индустрија
Најзначајнија привредна активност у Владивостоку је бродоградња, рибарство, текстилна индустрија и активности везане уз поморску базу руске пацифичке морнарице. Рибарска индустрија доноси скоро четири петине прихода града, сва остала производња хране износи 11%.
Након распада Совјетског Савеза и либерализације увоза Владивосток је постао главни пункт за увоз јапанских аутомобила. Трговци из Владивостока продавали су по 250.000 аутомобила годишње, од којих је 200.000 одлазило у друге делове Русије. Сваки трећи запослени у Приморском крају имао је неке везе са аутомобилима. Последњих година руска влада жели да обнови домаћу производњу, због чега су повишене царине на увоз, тако да су се импортери из Владивостока нашли у тешкоћама. Као компензација за то отворен је погон московске фабрике аутомобила Соллерс у Владивостоку, која запошљава 700 радника и производи 13.200 аутомобила по лиценци ФИАТ-а и ИСУЗУ-а.

### Промет
Владивосток је почетна тачка руског магистралног пута М60 који води за Хабаровск, па преко Сибира за Москву и Санкт Петербург. Из Владивостока се рачвају цесте на север до луке Находка и јужно до Касана на северно корејској граници.
Владивосток је прва (или посљедња) станица транссибирске жељезнице дуге 9.302 km која је довршена 1905. Из Владивостока се рачва за Кину, где се спаја са кинеском источном трасом. Тако је из Владивостока могуће возом отићи до Пекинга до којег има 1.331 km, и Банкока 5.600 km. Владивосток је трајектима спојен са јапанским жељезницама тако да је могуће отпутовати и до Токија (1.050 km). За време Совјетског Савеза, Владивосток је био затворен град за странце, тако да су путници који су жељели да путују транссибирском жељезницом ишли преко Находке
Владивосток има велики међународни аеродром, из којег је могуће летети на готово све светске дестинације, он је и седиште компаније Владивосток Аир.

## Школство
Прва високошколска установа у Владивостоку основана је 1899. - Источни институт, на којем су се могли студирати далекоисточни језици, економија и право. Из њега су се изродиле данашње високошколске установе у Владивостоку, којих има 9 уз четири филијале из других универзитета.
- Државни медицински универзитет Владивосток
- Државни универзитет Владивосток за економију и услуге
- Далекоисточни техничко-економски универзитет рибарства
- Далекоисточни државни технички универзитет
- Далекоисточни федерални универзитет
- Државни поморски универзитет адмирала Г. И. Невељскова
- Тихоокеански државни економски универзитет
- Тихоокеански војно поморски институт адмирала С. О. Макарова
- Далекоисточна државна уметничка академија

## Градови побратими
Владивосток је побратимљен са:
- / Сан Дијего
- / Сан Франциско
- / Такома
- Нигата
- Акита
- Хакодате
- Пусан
- Даљен